# Otfried Wagenbreth
Otfried Wagenbreth (* 7. April 1927 in Zeitz; † 25. Mai 2017 in Bad Kreuznach) war ein deutscher Geologe und Montanhistoriker.

## Biographie
Wagenbreth musste zum Ende des Zweiten Weltkrieges als 18-Jähriger noch Kriegsdienst leisten und geriet am 17. April 1945 bei Alterode in amerikanische Kriegsgefangenschaft. Anschließend kam er bis zum 1. Juni 1945 in das Gefangenenlager Kripp-Sinzig.
Nach seinem Studium der Bergbaukunde an der Bergakademie Freiberg von 1946 bis 1950 promovierte Wagenbreth im Jahre 1958 zum Dr. rer. nat. Ab 1958 war er beim Geologischen Dienst in Halle (Saale) angestellt. 1962 wurde er als Dozent für Geologie und technische Gesteinskunde an die Hochschule für Architektur und Bauwesen in Weimar berufen. 1968 erfolgte seine Habilitation. Ab 1979 lehrte Wagenbreth an der Technischen Universität Dresden Geschichte und Dokumentation der Produktionsmittel.
1992 erfolgte seine Berufung an die Bergakademie Freiberg, wo er die Leitung des neu gegründeten Instituts für Wissenschafts- und Technikgeschichte übernahm, die er bis 1994 innehatte. Gleichzeitig übernahm Wagenbreth den Lehrstuhl für Technikgeschichte. Nach seiner Emeritierung im Jahre 1995 wirkte Wagenbreth auch weiterhin bis 2008 als Lehrbeauftragter für Technikgeschichte an der TU Bergakademie. Seinen Lehrstuhl übernahm Helmuth Albrecht.
Neben seiner Lehrtätigkeit veröffentlichte Wagenbreth ca. 500 geowissenschaftliche und montanhistorische Publikationen, von denen einige zu Standardwerken geworden sind. Besondere Verdienste erwarb er sich durch sein Engagement zur Erhaltung der Denkmale des Berg- und Hüttenwesens und historischer Mühlen in Sachsen. Wagenbreth wirkte an der Erstellung des „Atlas zur Geschichte und Landeskunde von Sachsen“ mit und erarbeitete die Karte „Bodenschätze und Bergbau“. Außerdem wurden auf sein Betreiben hin ab 1975 dreizehn Gedenksteine zur Markierung der Feuersteinlinie in verschiedenen Städten Ostdeutschlands aufgestellt.

## Ehrungen
1979 erhielt er die Abraham-Gottlob-Werner-Medaille der Gesellschaft für Geologische Wissenschaften der DDR. 1998 wurde er Ehrenmitglied im Thüringischen Geologischen Verein. Wagenbreth wurde am 2. November 2000 mit dem Sächsischen Verdienstorden geehrt. 2006 wurde ihm das Bundesverdienstkreuz (1. Klasse) verliehen, dessen Annahme er jedoch ablehnte. Im Jahre 2007 erhielt er den Andreas-Möller-Geschichtspreis der Stiftung für Kunst und Kultur der Kreissparkasse Freiberg.

## Werke (Auswahl)
- zusammen mit Fritz Hofmann und Otto Fritzsche: Alte Freiberger Bergwerksgebäude und Grubenanlagen (Herrn Prof. Dr.-Ing. Otto Fritzsche zum achtzigsten Geburtstag gewidmet), Freiberger Forschungshefte D19, Akademie Verlag, Berlin 1957 (Digitalisat)
- Geologisches Kartenlesen und Profilzeichnen, Teubner, Leipzig 1958
- Bernhard von Cotta. Leben und Werk eines deutschen Geologen im 19. Jahrhundert, Freiberger Forschungshefte D36, Verlag für Grundstoffindustrie, Leipzig 1965 (Digitalisat)
- Technische Gesteinskunde (Naturwissenschaftliches Grundwissen für Ingenieure des Bauwesens, Bd. 3), Verlag für Bauwesen, Berlin 1970
- zusammen mit Walter Steiner: Geologische Streifzüge. Landschaft und Erdgeschichte zwischen Kap Arkona und Fichtelberg, Verlag für Grundstoffindustrie, Leipzig 1982
- Goethe und der Ilmenauer Bergbau, Verlag NFG, Weimar 1983 (Neuauflage 2006 ISBN 978-3-86012-286-0)
- Technische Denkmale in der Deutschen Demokratischen Republik, Verlag für Grundstoffindustrie, Leipzig 1983
- zusammen mit J. Klengel: Ingenieurgeologie für Bauingenieure, Verlag für Bauwesen, Berlin 1984
- Der Freiberger Bergbau. Technische Denkmale und Geschichte, Verlag für Grundstoffindustrie, Leipzig 1986 ISBN 3-342-00117-8
- zusammen mit Eberhard Wächtler: Bergbau im Erzgebirge. Technische Denkmale und Geschichte, Verlag für Grundstoffindustrie, Leipzig 1990, ISBN 3-342-00509-2
- Die Technische Universität Bergakademie Freiberg und ihre Geschichte. Dargestellt in Tabellen und Bildern, Verlag für Grundstoffindustrie, Leipzig/Stuttgart 1994, ISBN 3-342-00562-9
- Mühlen. Geschichte der Getreidemühlen. technische Denkmale in Mittel- und Ostdeutschland, Verlag für Grundstoffindustrie, Leipzig/Stuttgart 1994, ISBN 3-342-00672-2
- Geschichte der Geologie in Deutschland, Enke im Thieme Verlag, Stuttgart 1999, ISBN 3-13-118361-6
- zusammen mit Helmut Düntzsch und Albert Gieseler: Die Geschichte der Dampfmaschine. historische Entwicklung, Industriegeschichte, technische Denkmale, Verlag Aschendorff, Münster 2002, mit CD, ISBN 3-402-05264-4
- Christian Friedrich Brendel. Leben und Werk eines bedeutenden Ingenieurs der ersten Hälfte des 19. Jahrhunderts, Freiberger Forschungshefte D221, Verlag der TU Bergakademie Freiberg, Freiberg 2006
- Die Braunkohlenindustrie in Mitteldeutschland: Geologie, Geschichte, Sachzeugen. Sax Verlag, 2011 ISBN 978-3-86729-058-6